# تحليل فوائد التكلفة
تحليل فوائد التكلفة (CUA) هو شكل من أشكال التحليل المالي يمكن الاسترشاد به عند اتخاذ قرارات الشراء. ويتمثل التطبيق الأكثر شيوعًا والمعروف من هذا التحليل في اقتصاديات الدواء، ولا سيما في مجال تقييم التكنولوجيا الصحية (HTA).

## تحليل فوائد التكلفة في الاقتصاديات الصحية
في مجال اقتصاديات الصحة، يكمن الغرض من تحليل فوائد التكلفة في تقدير النسبة بين تكلفة التدخل المرتبط بالصحة والفوائد التي يحققها، من حيث عدد السنوات التي يعيشها المستفيدون من هذا التدخل في ظل التمتع بموفور الصحة. وبالتالي، يمكن اعتبار هذا النوع من التحليل حالة خاصة من تحليل فعالية التكلفة، وغالبًا ما يُجرى استخدام كلا المصطلحين بالتبادل.
تُقاس التكلفة بالوحدات النقدية. ويلزم التعبير عن الفائدة المكتسبة بطريقة يمكن من خلالها التعبير عن الحالات الصحية التي تؤثر بشكل كبير على قدرة الفرد على التمتع بصحة كاملة بقيم كمية محددة. ومع ذلك، على عكس تحليل التكلفة والفائدة، لا يُشترط التعبير عن الفوائد في هذا النوع من التحليل بقيم نقدية. وعادةً ما يتم التعبير عن تقييمات التكنولوجيا الصحية بـ سنوات الحياة من حيث الجودة (QALYs).
فعلى سبيل المثال، يسمح التدخل (أ) للمريض بالعيش مدة ثلاث سنوات إضافية مقارنةً بحالة عدم التدخل، ولكن فقط في الحالة التي تبلغ فيها جودة الحياة 0.6، وبالتالي يثمر التدخل عن 3 * 0.6 = 1.8 سنة حياة من حيث الجودة يتمتع بها المريض. وإذا خضع المريض للتدخل (ب) الذي نتج عنه سنتان إضافيتان تبلغ فيها جودة الحياة 0.75، فسيثمر هذا التدخل عن 1.5 سنة حياتية إضافية من حيث الجودة يتمتع بها المريض. وبالتالي، تصبح صافي الفائدة للتدخل (أ) عن التدخل (ب) 1.8 – 1.5 = 0.3 سنة حياتية من حيث الجودة.
يشير مصطلح معدل فاعلية التكلفة الإضافي (ICER) إلى النسبة بين الفرق في التكاليف والفرق في الفوائد الناتجة عن إجراء تدخلين. ويمكن التعبير عن معدل فعالية التكلفة الإضافي من خلال المعادلة (C1 – C0)/(E1 – E0) في مثال بسيط، حيث يشير الرمزان C0 وE0 إلى التكلفة والمكسب على التوالي، في حالة عدم الخضوع لأي إجراء تدخل صحي. في حين يشير الرمزان C1 وE1 إلى التكلفة والمكسب على التوالي في حالة اتخاذ إجراء محدد. وبالتالي، فإن المثال الذي تبلغ فيه التكلفة والمكسب، على التوالي، 140000 دولار و3.5 سنة حياتية من حيث الجودة، سينتج عنه قيمة تبلغ 40000 دولار لكل سنة حياتية من حيث الجودة. وغالبًا ما يستخدم هذه القيم صناع السياسات ومديرو المستشفيات لتحديد الأولويات النسبية عند تخصيص العلاجات للحالات المرضية. ومن المهم أن نلاحظ أن نظام تحليل فائدة التكلفة يقيس درجة الفائدة النسبية التي يكتسبها مريض ما أو عدد من السكان بشكل عام نتيجة الخضوع لعلاج ما أو في حالة إجراء أي تدخل متعلق بـ اقتصاد الدواء. وفي نفس الوقت، لا تعطي نتائج التحليل مؤشرًا مطلقًا لقيمة علاج محدد.
يعد المعهد الوطني للامتياز الصحي والسريري (NICE) تابعًا لـ هيئة الخدمات الصحية الوطنية (NHS) بالمملكة المتحدة، وقد عكف على استخدام مقياس السنوات الحياتية من حيث الجودة لقياس المكاسب الصحية التي توفرها أنظمة العلاج المختلفة. وهناك بعض التساؤلات المثارة حول آلية إجراء تنسيق جيد بين المعهد الوطني للامتياز الصحي والسريري (NICE) وهيئة الخدمات الصحية الوطنية (NHS) لاتخاذ القرارات المتعلقة بتخصيص الموارد. ووفقًا لما ورد في دراسة حديثة، فإنه «في كثير من الأحيان، لا يبدو أن فعالية التكلفة تمثل الاعتبار السائد اللازم تبنيه عند اتخاذ القرارات المتعلقة بتخصيص الموارد الذي تم إجراؤه في أماكن أخرى في هيئة الخدمات الصحية الوطنية.» وعلى الرغم من أن مقياس سنوات حياتية من حيث الجودة يُستخدم في الولايات المتحدة، فإنه في الوقت ذاته لا يستخدم بنفس الدرجة التي يستخدم فيها في أوروبا.
وفي المملكة المتحدة، واعتبارًا من يناير 2005، يُعتقد أن (المعهد الوطني للامتياز الصحي والسريري) قد قام بوضع حد يمثل نحو 30000 جنيه إسترلين لكل سنة حياتية من حيث الجودة - وهذا المبلغ يساوي تقريبًا متوسط الدخل بعد خصم الضرائب - على الرغم من أن الرقم الرسمي لم يتم الإعلان عنه للعامة مطلقًا  وبالتالي، من المحتمل رفض أي تدخل صحي يشتمل على تكلفة إضافية تزيد عن 30000 جنيه إسترليني لكل سنة حياتية من حيث الجودة إضافية تم الحصول عليها، وكذا من المحتمل قبول أي تدخل يشتمل على تكلفة إضافية تقل عن أو تساوي 30000 لكل سنة حياتية من حيث الجودة إضافية مكتسبة على أساس أنها فعالة من حيث التكلفة. وهذا يعني أن قيمة الحياة الكاملة تبلغ حوالي 2.4 مليون جنيه إسترليني.
وفي أمريكا الشمالية، غالبًا ما يتم اقتراح رقم مماثل يبلغ 50000 دولار أمريكي عن كل سنة حياتية من حيث الجودة باعتباره الحد المعتمد في معدل فعالية التكلفة الإضافي للتدخل الفعال من حيث التكلفة.
وتتوفر مجموعة كاملة من تحليلات فائدة التكلفة في المنشورات الطبية التي يراجعها الأقران على الموقع الإلكتروني الخاص بسجل تحليل تأثير التكلفة.